# Pierre Pène
Pour les articles homonymes, voir Pène.
Pierre Pène (Paris, 10 mars 1898 - 20 avril 1972) était un chef de la Résistance pendant la Seconde Guerre mondiale, puis Commissaire de la République de 1944 à 1946, puis Gouverneur du Land de Bade de 1946 à 1952.

## Biographie

### Avant 1925
Pierre Pène est né le 10 mars 1898 à Paris (13e arrondissement). Son père, Louis Pène, était employé à la compagnie de chemin de fer "de Paris à Orléans et du midi".
Il est mobilisé en janvier 1918  comme sous-lieutenant d'Artillerie ; il est cité à l'ordre de la Division.
Il entre  à l'École Polytechnique dans la promotion spéciale 1920. Son classement à la sortie de l'École lui permet de rejoindre l'École des Ponts et Chaussées. Il est nommé ingénieur des Ponts et Chaussées le 1er octobre 1923.
Le 16 juillet 1925 il épouse Françoise Lévy-Neumand à Grenoble. Ils auront 4 enfants.

### Jusqu'à la débâcle de 1940
De 1926 à 1930, il est directeur-adjoint des Travaux Publics de Madagascar puis est détaché au Ministère des Affaires Étrangères pour remplir les fonctions d'ingénieur en chef du gouvernement éthiopien d'août 1930 à août 1933.
Mobilisé comme capitaine dans l'Artillerie coloniale, il commande la 6e batterie du 3e RACL de fin août à décembre 1939. Affecté ensuite à l'État-major de la 6e Armée, il effectue de nombreuses reconnaissances en Belgique, sur la Somme et sur la Loire et est à nouveau cité.

### La Résistance
En 1940, il est ingénieur en chef des Travaux publics, plus précisément à la Direction des Transports du département de l'Aisne. Parallèlement, ne supportant pas l’idée de l’occupation allemande, il entre dans la Résistance au réseau Centurie par l’intermédiaire de son subordonné aux Ponts et Chaussées André Boulloche et y travaille avec Jean Bertin, également ingénieur des Ponts. Ce groupe, créé en janvier 1941, actif dans l'Aisne et les Ardennes, est affilié au Réseau du Musée de l'Homme à  partir du 1er mars 1941. Par suite de la destruction de cette branche du Réseau du Musée de l'Homme, Le groupe se rallie à l'Organisation civile et militaire (OCM) en avril 1941. Le groupe fournit des renseignements sur les mouvements des troupes allemandes, participe au sauvetage et à l'évacuation d'aviateurs alliés, et au stockage d'armes récupérées sous les ordres du colonel Touny.
Pierre Pène est nommé responsable de l'OCM pour l'Aisne en janvier 1943 et pour l'Aisne et les Ardennes en mars 1943. À partir de septembre 1943 il est nommé responsable de  l’Armée secrète (AS), qui vient d'être créée, pour l'Aisne et les Ardennes, jusqu'en novembre 1943. Interpellé par la Gestapo le 25 octobre 1943, il réussit à s'évader le jour même.
Il établit un plan de 52 sabotages sur les voies de communication essentielles (plan Taille) : seront sabotés l'écluse de Vauxrot, une ligne à haute tension, une centrale électrique, etc.
Echappant à une seconde arrestation en décembre 1943, il rejoint Paris où il entre dans la clandestinité et prend le pseudonyme de Périco.
Il est alors nommé au Comité directeur de l’OCM et se voit désigné par le colonel Touny comme commandant militaire de la région P (Paris et région parisienne) en remplacement de Roger Coquoin qui vient d'être abattu. Il a comme adjoints Henri Rol-Tanguy, Aimé Lepercq et Pierre Lefaucheux. Sous le nom de Périco, Pierre Pène est responsable des Forces Françaises de l’Intérieur (FFI) de la région "P" (qui comprenait 11 départements dont la seine). De janvier à avril 1944 il travaille à l'unification des mouvements de la région "P", participe à des parachutages d'armes, dirige le sabotage des usines SKF et Bronzavia.
Le 4 avril 1944 il est arrêté à Paris, torturé et interné à Fresnes.  Il est transféré à Senlis où il est dans la même cellule que Roland Farjon. Celui-ci lui avoue avoir donné son nom à la Gestapo. Ils s'évadent ensemble. Le 9 juin 1944. Pierre Pène se blesse (fracture du poignet)  pendant l'évasion. Il parvient à rejoindre Paris et reprend contact avec l'OCM. L'exécution de Pierre Pène était programmée pour le lendemain de son évasion.
Nommé par de Gaulle Commissaire de la République à Saint-Quentin il franchit le 28 août 1944 deux fois les lignes Allemandes, prend part aux combats de la libération de Beauvais (Oise) le 30 août puis engage et dirige ceux de Saint-Quentin le 2 septembre 1944, où il peut installer la nouvelle administration avant l'arrivée des troupes alliées.
Ses noms de guerre et fausses identités étaient Périco - Taille - Moreau - Pointis - Petitjean.
Son épouse Françoise Pène, a aidé Pierre Pène dans ses activités de résistance et elle a reçu la Médaille de la Résistance. Après l'évasion de Pierre Pène, sa famille, y compris sa sœur Clotilde Pène, et leur servante Jeanine ont été arrêtés. Les enfants et Jeanine ont été reconduits chez eux au bout d'une journée et y sont restés trois jours sous la garde armée de deux policiers allemands. Françoise et Clotilde sont restées à Fresnes jusqu'au 22 juillet 1944. Françoise était juive. Les services de l'Abwehr, qui le savaient, ne l'ont pas envoyé dans un camp d'extermination, peut-être pour l'utiliser comme appât.

### Commissaire de la République, 1944-1946
Pierre Pène dirigeait les départements de l'Aisne, des Ardennes, de l'Oise et de la Somme. La tâche était immense et ardue dans cette région dévastée par la guerre. La contre-offensive allemande dans les Ardennes belges en hiver 44-45 menaçait la région dont s'occupait Pierre Pène. Les cartes de rationnement existaient encore.

### Gouverneur, puis Commissaire du Land de Bade 1946-1952
De 1946 à 1952 Pierre Pène est Gouverneur puis Commissaire du pays de Bade. Il a contribué à la restauration d'un régime démocratique allemand fondé sur les allemands antinazis. Une constitution du Land de Bade a été rédigée, un Landtag (parlement régional) a été élu. Les bonnes relations de Pierre Pène avec Wolheb, président de ce Landtag ont permis le développement de relations correctes entre les forces d'occupation françaises et la population allemande, non sans quelques inévitables difficultés. L'embryon de l'unité européenne se tissait là.

### Conseiller du Gouvernement du Prince de Monaco
Revenant d'Allemagne Pierre Pène a repris ses fonctions dans le corps des Ponts et Chaussées.
En novembre 1952, il est chargé de mission à l'ONU et devient, en août 1954, conseiller technique au cabinet de Jacques Chaban-Delmas. Il est en 1956, il est nommé Inspecteur Général des Ponts et Chaussées tout en occupant les fonctions de Conseiller du Gouvernement du Prince de Monaco jusqu'en 1960. Puis il a repris son activité d'Inspecteur Général des Ponts et Chaussées jusqu'à sa retraite, le 10 mars 1969.  Il a participé aux activités du comité d'histoire de la seconde guerre mondiale.
Pierre Pène est décédé le 20 avril 1972 à Boulogne-Billancourt. Il est inhumé au cimetière de Gentilly (Val-de-Marne).

## Décorations
- Commandeur de la Légion d'honneur
- Compagnon de la Libération par décret du 11 août 1945
- Croix de guerre 1914–1918
- Croix de guerre 1939–1945 (2 citations)
- Médaille de la Résistance française avec rosette par décret du 31 mars 1947[2]
- Médaille des évadés
- Croix du combattant volontaire de la Résistance
- Médaille interalliée de la Victoire
- Médaille commémorative de la guerre 1914–1918
- Médaille de la Liberté (USA)
- Grand officier de l'ordre du Mérite de la République italienne‎
- Grand officier de l'ordre de Saint-Charles (Monaco)
- Croix de commandeur de l'ordre du Mérite (RFA)

### Archives
- Les archives de Pierre Pène sont déposées aux Archives Nationales dans le fonds « Pierre et Françoise Pène »